# Ford Fusion (SAD)
Ford Fusion je Fordova limuzina srednje klase koja se prodaje od 2005. godine na američkom kontinentu, proizvodi se u Meksiku.

## Prva generacija (2005. – 2012.)
Ford Fusion koristi CD3 platformu što je inačica Mazdine GG platforme koju koristi Mazda 6. Fusion dolazi kao novi model koji zamjenjuje Ford Mondeo na svim tržištima Latinske Amerike osim u Argentini gdje se ovaj model prodaje pod imenom Ford Mondeo. Na Bliskom Istoku se Fusion prodaje zajedno s Mondeom, na tom tržištu Fusion je dostupan samo s 2,5 litrenim motorom. Fusion je prvi Fordov serijski auto koji ima "novo Fordovo lice" tj. tri kromirane letvice na prednjoj maski. Dostupan je u inačicama s pogonom na prednje kotače ili na sve kotače. Do sada je prodan u preko milijun primjeraka.

### 2005-2009
Kada je predstavljen Fusion je bio dostupan s tri paketa opreme, S, SE, i SEL. Osnovni motor je 2,3 L Duratec snage 160 KS dostupan s ručnim ili automatskim mjenjačima s 5 stupnjeva prijenosa. 3,0 L Duratec V6 snage 224 KS je uparen s automatskim mjenjačem s 6 brzina. Fusion dijeli neke dijelove interijera i sjedala s Mondeom treće generacije. U testu časopisa Car and Driver Fusion je pobijedio Toyotu Camry i Hondu Accord modele na bazi dizajna, upravljivosti i zabave u vožnji. Od 2007. godine V6 modeli su dostupni i s pogonom na sve kotače a od 2008. godine ABS je postao standardna oprema, 2009. godine elektronski program stabilnosti je moguće kupiti kao opciju. U ožujku 2009. godine na tržište je došao i Fusion Hybrid s rednim 4 motorom obujma 2,5 litre snage 156 KS i električnim motorom snage 106 KS.

### Motor/mjenjač
| Motor    | Snaga (KS) / Okr. moment (Nm) | tip mjenjača / broj brzina |
| -------- | ----------------------------- | -------------------------- |
| 2,3 L I4 | 160 KS / 212 Nm               | ručni/5 - automatski/5     |
| 3,0 L V6 | 224 KS / 278 Nm               | automatski/6               |

### 2010-2012.
Godine 2010. Ford je nadogradio Fusion, promijenjen je izgled i dodan je novi 2,5 redni 4 i 3,5 L V6 motor. Novi je i automatski mjenjač s 6 brzina a trolitreni V6 je nadograđen na 240 KS. Dodana je i Sport oprema a ostale S, SE i SEL opreme su nadograđene novim tehnologijama kao standard.

### Motor/mjenjač
| Motor    | Snaga (KS) / Okr. moment (Nm) | tip mjenjača / broj brzina |
| -------- | ----------------------------- | -------------------------- |
| 2,5 L I4 | 175 KS / 233 Nm               | ručni/6 - automatski/6     |
| 3,0 L V6 | 240 KS / 302 Nm               | automatski/6               |
| 3,5 L V6 | 263 KS / 338 Nm               | automatski/6               |

## Druga generacija (2013)
Ford je 9. siječnja predstavio novu generaciju Fusion modela na NAIAS-u. Ovaj automobil će se prodavati u cijelom svijetu pa će se u Europi zvati Ford Mondeo. Novi model je 28 mm duži, 18 mm širi i 31 mm viši a međuosovinski razmak je povećan za 122 mm. Prtljažnik je obujma od 453 litre. Ford je za ovaj automobil napravio novu platformu, sprijeda su MacPherson poprečna ramena a straga novi multi-link ovjes koji bi trebao novom Fusionu donijeti upravljivost i udobnost automobila tipa BMW serije 5.

### Motor/mjenjač
U ponudi su trenutno tri benzinska motora, atmnosferski 2,5 litreni bez direktnog ubrizgavanja goriva i dva Ford EcoBoost turbo benzinca.
| Motor    | Snaga (KS) / Okr. moment (Nm) | tip mjenjača / broj brzina |
| -------- | ----------------------------- | -------------------------- |
| 1,6 L I4 | 179 KS / 233 Nm               | ručni/6 - automatski/6     |
| 2,0 L I6 | 237 KS / 338 Nm               | automatski/6               |
| 2,5 L I6 | 170 KS / 230 Nm               | automatski/6               |